# Phomopsis cacti
Phomopsis cacti är en svampart som först beskrevs av Miles Joseph Berkeley, och fick sitt nu gällande namn av Grove 1917. Phomopsis cacti ingår i släktet Phomopsis och familjen Diaporthaceae.   Inga underarter finns listade i Catalogue of Life.